# Mortuary (ukrainische Band)
Mortuary war eine ukrainische Progressive-Death- und Death-Doom-Metal-Band aus Chmelnyzkyj, die im Jahr 1996 gegründet wurde, sich 1999 auflöste, 2003 wieder zusammenfand und sich ca. 2006 wieder auflöste.

## Geschichte
Die Band wurde am 27. August 1996 gegründet und bestand aus Keyboarder und Sänger Vitaly Savchuk, Bassist Andrew Savchuk, Schlagzeuger Alexey Katyuha und Gitarrist Victor Tishchuk. Es folgten die ersten Konzerte, ehe im Jahr 1998 Vlad Zbarashchenko als weiterer Gitarrist zur Band kam. Nach ihrem vorerst letzten Konzert am 23. Mai 1999 löste sich die Band aus persönlichen Gründen auf.
Am 16. Januar 2003 gründeten Andrey und Vitaliy Savchuk die Band neu. Als Schlagzeuger kam Artyom Bodnar und als Gitarrist Max Prokopchuk zur Band, während Nikolay Palyga im Jahr 2004 als Gitarrist zur Band kam. Die Band veröffentlichte ihr Debütalbum The Diary of a Victim, woraufhin Auftritte auf diversen Festivals folgten. Im Sommer 2008 verließen Max Prokopchuk und Nikolay Palyga die Band, woraufhin Maxim Orlovskiy als Gitarrist zur Band kam. Etwas später verließ Schlagzeuger Artyom Bodnar die Band und wurde durch Rey Sergey ersetzt. Ein wenig später löste sich die Band auf.

## Diskografie
- 2006: The Diary of a Victim (Album, Nocturnus Records)